# Gavosdia
 Gavosdia (1911-ben Krassókövesd, románul:  Gavojdia, 1925 és 50 között Mocioni, 1950-től az 1990-es évekig Nicolae Bălcescu, németül:  Gawoschdia) falu Romániában, a Bánságban, Temes megyében.

## Fekvése
Lugostól 14 kilométerre délkeletre, a Temes bal partján fekszik. A falumag egy húsz-harminc méter magas dombra települt. Külterületének 1969-ben 66%-a volt szántó és 18%-a legelő.

## Nevének eredete
Egy 'vas' jelentésű szláv szóból ered. A középkor végén többször Kövesd-ként szerepelt. Először 1447-ben mint Felso- és Also-Kwesd, Also-Kwesd, később 1495-ben Gawosdya, 1514–16-ban Gawosdywara, 1548-ban Gavosdia alias Kewesdh alakban fordult elő.

## Története
Középkori előde két kicsiny, Temes vármegyei falu volt, 1514–16-ban összesen tíz jobbágycsaláddal. A Török hódoltság idején mai helyétől kb. két kilométerre északra terült el. A 18. században települt a Vana patak két partjára, Alsó- és Felsőgavosdiaként, majd a század végén szisztematizálták utcaképét. 1792-ben 87 házzal írták össze. 1779-ben Krassó vármegyéhez csatolták, majd az 1880-ban létrehozott Krassó-Szörény vármegye része lett. 1802-ben a kamara Frummer Fülöpnek adományozta. A családnevét később Szendé-re magyarosító család a század folyamán legnagyobb birtokosa maradt. Az 1870-es évektől földbirtokosai az erdőket kivágatva és a mocsaras részeket lecsapolva határának legnagyobb részét gabonatermővé alakították. A század végén már itt működött a vármegye egyik legnagyobb kapacitású malma. Addig főként román lakosságát az uradalom gazdasági cselédjei és béresei színesítették. A Szende család Fülöpháza néven, hetven magyar és német családdal új települést hozott létre a Zsénára vezető út mentén. Ezt a 20. század elején, miután a birtokot a Bukovinszky család vette át, és már nem jutottak kedvező megélhetéshez, lakói elhagyták. Ötezer holdas határából a község paraszti lakossága és maga a község 1912-ben körülbelül kétezret birtokolt, a nagyobb rész a Bukovinszky és a Schwab család (utóbbin Péter Adolf gazdálkodott), a Lugosi görögkatolikus egyházmegye, Gartner Zoltán és Kertes Gyula birtokát képezte. Földjei egy része a Temes túlpartján feküdt. Az átkelést 1867-től fahíd tette lehetővé, amelyet az 1897-es és 1912-es áradás után újjáépítettek, az első világháború végén azonban végleg elpusztult. 1924-ben a földreform a nagybirtokok területének többségét kiosztotta a lakosok között.

## Népessége
- 1900-ban 1503 lakosából 1106 volt román, 247 magyar, 134 német anyanyelvű; 1118 ortodox, 330 római katolikus és 53 református vallású.
- 2002-ben az 1519 lakosból 1234 volt román,  211 ukrán, 32 cigány és 24 magyar nemzetiségű; 1476 ortodox és 27 római katolikus vallású.

## Látnivalók
- A volt Schwab-kastélyt Schwab Károly 1904-ben ajándékozta az államnak, árvaház céljaira. Ma is árvaház működik benne.
- A volt Bukovinszky-kastélyt ma öregek otthonaként használják.
- Ortodox temploma 1928-ban épült, de tornya még a korábbi templomából maradt, és 1792-ben emelték.

## Híres emberek
- Szende Béla (1823–1882) ügyvéd, politikus, honvédelmi miniszter Gavosdián gazdálkodott 1850 és 1867 között, és itt is érte a halál. Ünnepélyes külsőségek közt, főméltóságok részvétele mellett a faluban helyezték el a családi kriptába.

## Gazdasága
A falu népességének 60%-a a mezőgazdaságból él. Határában homokbánya működik.